# 巴奇 (塞爾維亞)
巴奇（德语：Batsch）是塞尔维亚伏伊伏丁那自治省的一个镇，面积367平方公里，人口5,339人（2011年）。

## 友好城市
- 荷兰弗利斯特
- 克罗地亚武科瓦尔